# Malthodes
Malthodes Kiesenwetter, 1852 è un genere di coleotteri polifagi appartenenti alla famiglia dei cantaridi ed alla sottofamiglia dei Malthininae.